# Flughafen Tijuana

i8
i11
i13
Der Flughafen Tijuana (spanisch Aeropuerto Internacional de Tijuana, IATA-Code: TIJ, ICAO-Code: MMTJ) ist ein internationaler Flughafen bei der Millionenstadt Tijuana im Bundesstaat Baja California Norte im äußersten Nordwesten Mexikos. Derzeit ist er – gemessen am Passagieraufkommen – der viertgrößte Flughafen des Landes nach Mexiko-Stadt, Cancún und Guadalajara. Auch US-Amerikaner aus dem Großraum San Diego nutzen den Flughafen gerne für Ferienflüge innerhalb Mexikos.

## Lage
Der Flughafen Tijuana befindet sich unmittelbar südlich der US-amerikanischen Grenze etwa 2000 km (Luftlinie) nordwestlich von Mexiko-Stadt in einer Höhe von ca. 150 m. Er verfügt auch auf US-amerikanischem Boden über ein Passagierterminal namens Cross Border Xpress, das über die Grenzmauer hinweg vermittels einer überdachten Fußgängerbrücke mit dem Flughafen verbunden ist.

## Flugverbindungen
Es werden hauptsächlich nationale Flüge nach Mexiko-Stadt, Guadalajara und anderen mexikanischen Städten abgewickelt.

## Passagierzahlen
Nach dem zeitweisen Abklingen der COVID-19-Pandemie wurden im Jahr 2021 erstmals mehr 9,6 Millionen Passagiere abgefertigt.

## Zwischenfälle
- Am 9. Juli 1965 ließ sich bei einer Bristol Britannia 302 der Aeronaves de México (Luftfahrzeugkennzeichen XA-MEC) im Anflug auf den Flughafen Tijuana das Hauptfahrwerk nicht in der ausgefahrenen Position verriegeln. Alle 82 Insassen, 9 Besatzungsmitglieder und 73 Passagiere, überlebten die Notlandung unverletzt. Am Flugzeug entstand Totalschaden.[5]

- Am 26. Dezember 1968 wurde eine Douglas DC-3/C-47A-80-DL der mexikanischen Exportadora de Sal S.A.- ESSA (XB-POH) 40 Kilometer östlich von Ensenada (Mexiko) in eine Bergflanke geflogen, 89 Kilometer südöstlich des Startflughafens Tijuana. Durch diesen CFIT (Controlled flight into terrain) wurden alle 12 Insassen getötet, zwei Besatzungsmitglieder und 10 Passagiere.[6]